# Birgit Mair

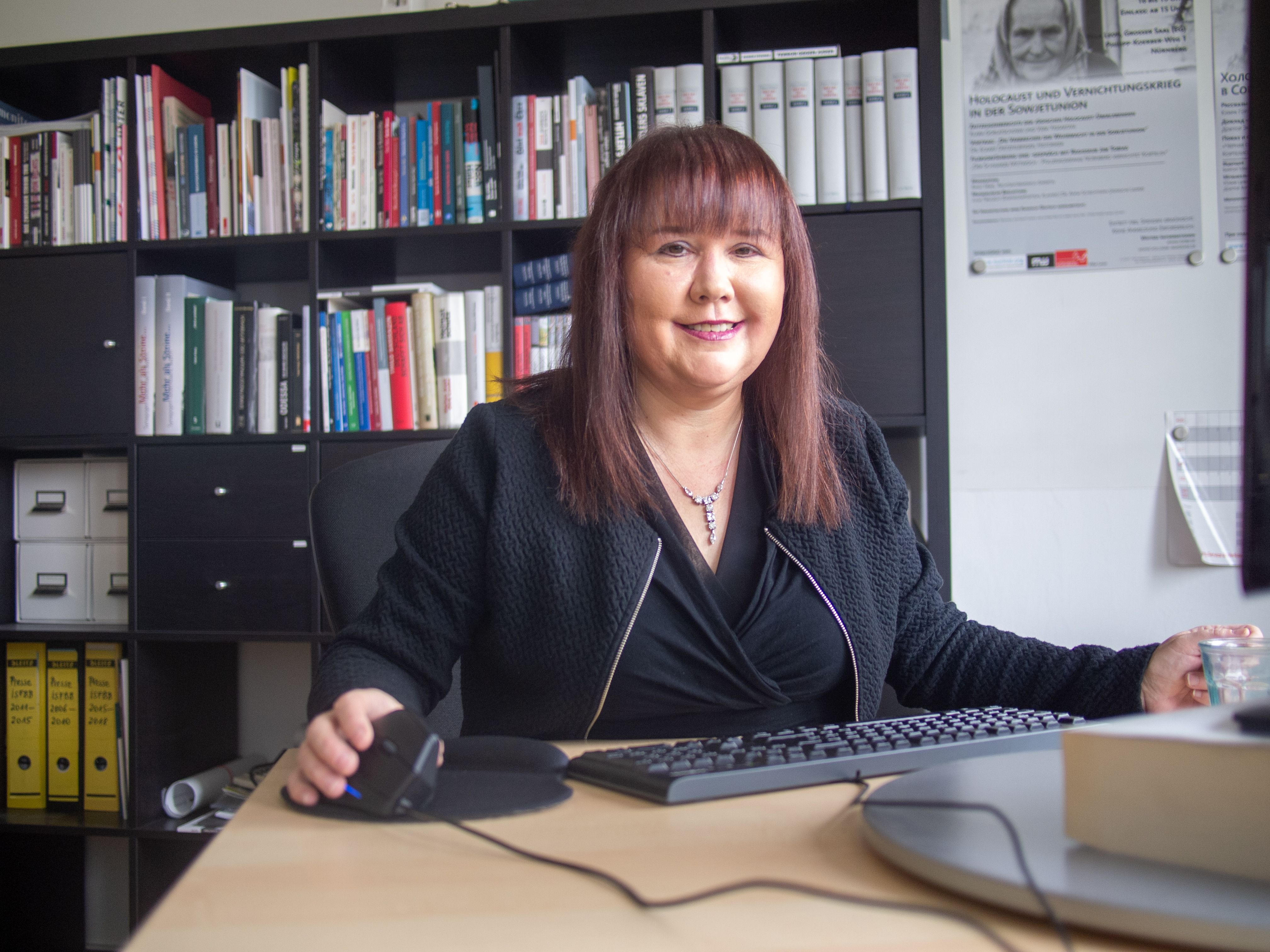
Birgit Mair

Birgit Mair (* 1967 in Hall in Tirol, Österreich) ist eine deutsch-österreichische Sozialwissenschaftlerin, Buchautorin und Wissenschaftsjournalistin.
Mair ist die Tochter einer Deutschen und eines Österreichers. Sie wuchs in Oberperfuss auf. Zwischen 1982 und 1984 besuchte sie die Bundeshandelsschule Innsbruck. 1986 zog sie nach Nürnberg, um dort im Presse- und Informationsamt der Stadt Nürnberg zu arbeiten. Ab 1991 betreute sie die Ausstellung „Faszination & Gewalt – Nürnberg und der Nationalsozialismus“. Von 1994 bis 2001 studierte sie Sozialwissenschaften an der Friedrich-Alexander-Universität Erlangen-Nürnberg. Seit 2004 leitet sie Projekte gegen Neonazismus und Rassismus für das Institut für sozialwissenschaftliche Forschung, Bildung und Beratung (ISFBB) e.V., das sie mitgründete. 2013 kuratierte sie die bundesweit beachtete Wanderausstellung „Die Opfer des NSU und die Aufarbeitung der Verbrechen“. Sie ist Bildungsreferentin der Friedrich-Ebert-Stiftung Bayern, der Georg-von-Vollmar-Akademie in Kochel am See, dem Bayerischen Seminar für Politik e. V. und der Akademie Frankenwarte – Gesellschaft für politische Bildung e.V. in Würzburg. Seit 2005 führte sie mehr als fünfhundert Zeitzeugengespräche mit Holocaust-Überlebenden durch. 2022 erhielt sie die Karl-Bröger-Medaille der Stadt Nürnberg.

## Bücher
- 2006: Überlebensberichte von Josef Jakubowicz – Eine biographische Analyse, ISBN 978-3-00-020208-7
- 2012: Strategien gegen Neonazismus und Rassismus. Institut für sozialwissenschaftliche Forschung, Bildung und Beratung[4]
- 2021: Die Opfer des NSU und die Aufarbeitung der Verbrechen: Begleitband zur Wanderausstellung
- 2023: Die letzten Zeuginnen und Zeugen – Meine Arbeit mit Holocaust-Überlebenden, ISBN 978-3-9822847-1-2